# Der zweite Schuß
Der zweite Schuß er en tysk stumfilm fra 1923 af Maurice Krol.

## Medvirkende
- William Dieterle
- Anton Pointner
- Helga Thomas
- Heddy Sven
- Ernst Dernburg
- Wilhelm Diegelmann
- Ernst Pittschau